# Sekkō Boys
Sekkō Boys (石膏ボーイズ, Sekkō Bōizu) é uma série de animé produzida pela Liden Films. Estreou-se no Japão a 8 de janeiro de 2016, e nos países lusófonos é transmitida simultaneamente pela Crunchyroll. O tema de encerramento é "Hoshizora Rendezvous" (星空ランデブー, Hoshizora Rendevū) com interpretação do grupo protagonista de ídolos Sekkō Boys, cujas vozes são interpretadas por: Tomokazu Sugita, Shinnosuke Tachibana, Jun Fukuyama e Daisuke Ono.

## Enredo
A série conta as aventuras dos quatro bustos de gessos: Saint Giorgio, Medici, Hermes e Mars, que formam um grupo de ídolos geridos por Miki Ishimoto.

## Personagens
Saint Giorgio (聖ジョルジョ, Sei Jorujo)
Voz de: Tomokazu Sugita
Medici (メディチ, Medichi)
Voz de: Shinnosuke Tachibana
Hermes (ヘルメス, Herumesu)
Voz de: Jun Fukuyama
Mars (マルス, Marusu)
Voz de: Daisuke Ono
Miki Ishimoto (石本 美希, Ishimoto Miki)
Voz de: Shiho Kokido
Kinue Yamashita (山下 絹枝, Yamashita Kinue)
Voz de: Rena Maeda
Hanzō Horibe (堀部 半蔵, Horibe Hanzō)
Voz de: Takaya Kuroda
Hironori Yanagisawa (柳沢 宏典, Yanagisawa Hironori)
Voz de: Takahiro Sakurai
Mira Hanayashiki (花屋敷 ミラ, Hanayashiki Mira)
Voz de: Yui Makino